# Daniel Rudisha
Daniel Rudisha (Kilgoris, Kenia, 11 de agosto de 1945-Nakuru, Kenia, 6 de marzo de 2019) fue un atleta keniano, especializado en la prueba de 4x400 m en la que llegó a ser subcampeón olímpico en 1968.

## Carrera deportiva
En los JJ. OO. de México 1968 ganó la medalla de plata en los relevos 4x400 metros, con un tiempo de 2:59.64 segundos, llegando a meta tras Estados Unidos que con 2:56.16 segundos batió el récord del mundo, y por delante de Alemania Occidental, siendo sus compañeros de equipo: Munyoro Nyamau, Naftali Bon y Charles Asati.
Después de su retiro del deporte, fue profesor de escuela y entrenador.
Como entrenador, tuvo a muchos atletas kenianos de élite a los cuales entrenó incluyendo a Billy Konchellah, quién ganó los 800 metros en los Campeonatos Mundiales de Atletismo en 1987.
Su hijo, David Rudisha, es también un atleta campeón olímpico en los 800 metros, teniendo un nuevo récord mundial en la final realizada en Londres en 2012 y defendiendo su título en el 2016 en los Juegos de Río de Janeiro.

## Muerte
Daniel Rudisha murió el 6 de marzo de 2019 en the War Memorial Hospital en Nakuru, después de sufrir un ataque cardíaco masivo, refractario a las maniobras de resucitación avanzada.